# Magnus Augustson
Karl Magnus Augustson (Gotemburgo, 14 de marzo de 1973) es un deportista sueco que compitió en vela en la clase Soling.
Ganó una medalla de bronce en el Campeonato Mundial de Soling de 2000. Participó en dos Juegos Olímpicos de Sídney 2000, ocupando el séptimo lugar en la clase Soling.

## Palmarés internacional
| \| Campeonato Mundial \| Campeonato Mundial \| Campeonato Mundial \| Campeonato Mundial \| \| Año \| Lugar \| Medalla \| Clase \| \| ------------------ \| ------------------ \| ------------------ \| ------------------ \| \| 2000 \| Murcia (España) \| Medalla de bronce \| Soling \| |                 |                   |        |
| Campeonato Mundial |                 |                   |        |
| Año | Lugar           | Medalla           | Clase  |
| 2000 | Murcia (España) | Medalla de bronce | Soling |